# Sankt Olovs kyrka, Skellefteå
Sankt Olovs kyrka är Skellefteås stadskyrka. Den är en av de fyra kyrkor som finns i Skellefteå Sankt Olovs församling i Luleå stift. Kyrkan ritades av Gustav Adolf Falk och Knut Nordenskjöld, och invigdes den 9 oktober 1927 av biskop Olof Bergqvist. Bygget kostade cirka 600 000 kronor.

## Byggnadshistorik
Sankt Olovs kyrka i Skellefteå är utförd i 1920-tals klassicistisk stil under åren 1925-1927. Kyrkan byggdes efter ritningar av arkitekterna Knut Nordenskjöld och Gustav Adolf Falk, Stockholm. Byggmästare var J. A. Johansson, Bureå.
Kyrkan följer delvis det traditionella mönstret med ingång i väster, långhus och kor i kyrkans
längdriktning i öster. Tornets placering på långsidan i sydväst samt sakristians snedställda
placering i vinkel mellan nordöstra korsarmen och koret, är uttryck för arkitekt Knut
Nordenskjölds fria tolkning av barocken. De barocka stildragen märks främst på korsarmarnas svängda gavlar, västportalens bildhuggeriarbeten, de stickbågade fönstren, strävpelarnas svängda avslutningar samt tornavslutningens gestaltning. Nationalromantiska drag märks främst på materialvalet med sockel av tuktad sten och bildhuggeriarbeten av svart granit.
Kyrkan uppfördes på betonggrund av tegel med slammade väggar, efter ritningar av arkitekterna Knut Nordenskjöld och Gustaf Adolf Falk från 1923, 1925 och 1926. Byggmästare var Olof Johansson i Edsbyn (Byggmästare J. A. Johansson, Bureå, grundläggning av bröderna Boström, Morön, murning av Lindgren & c:o, Skellefteå). Kyrkan placerades i öst-västlig riktning, men snedställdes något mot Nygatan. Tornet placerades i söder. Ett samtida förslag från 1923, av G. Holmdahl gestaltade en kyrka i rak axel mot Nygatan med tornet i väster. Kyrkan och tornhuven täcktes med koppartak. Sockeln lades med tuktad natursten. Huvudportal, inskriptionstavlor, slutstenar planerades med huggen kalksten. Istället valdes huggen svart granit, vilket var mera hållbart, men dyrare. Kalkstenen beställdes från AB Ignaberga kalksten.

## Konstnärlig utsmyckning

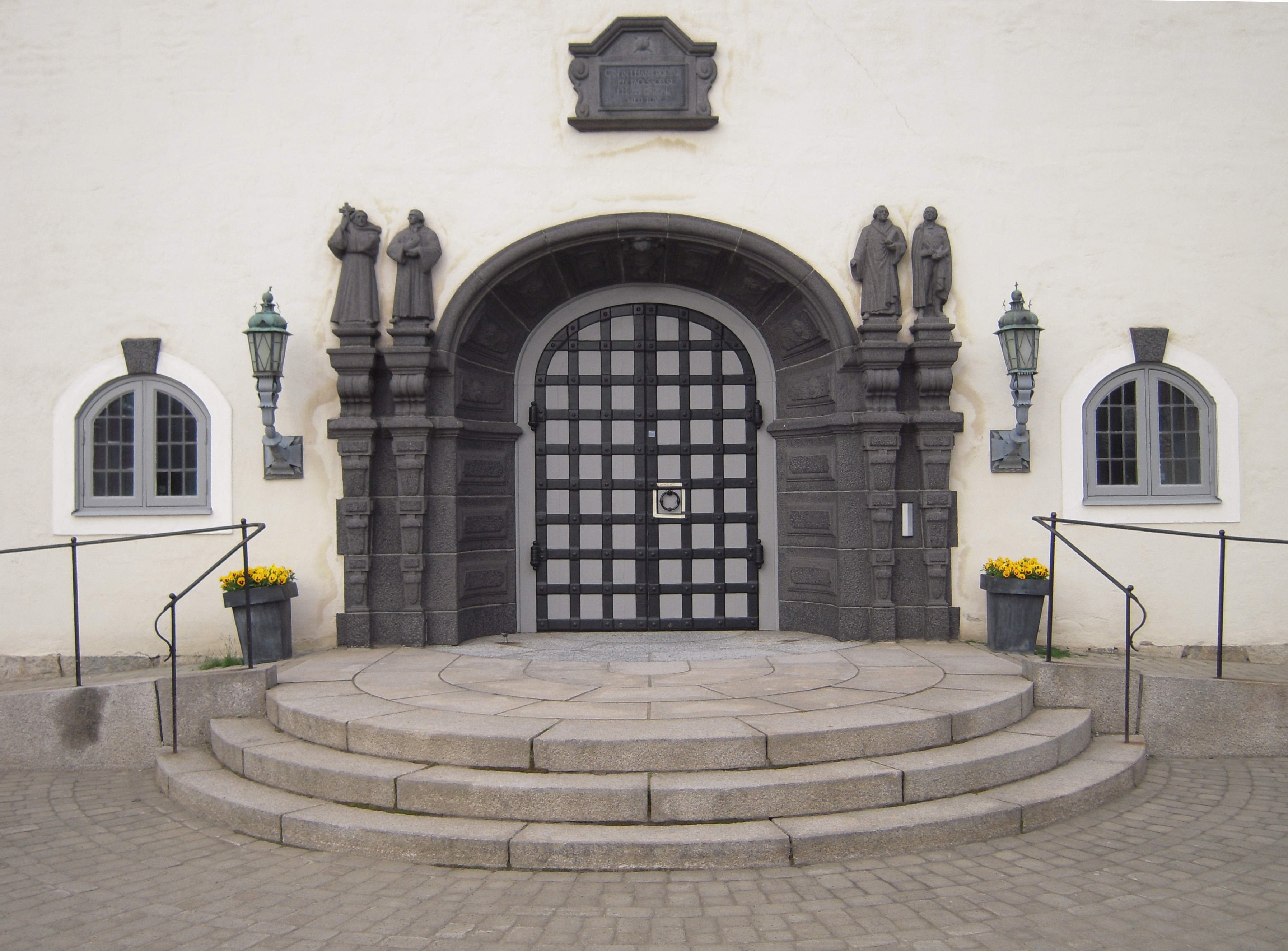
Kyrkoporten till Sankt Olovs kyrka, Skellefteå. Statyerna som omgärdar porten föreställer Ansgar, Olaus Petri, Martin Luther och Johan Olof Wallin. Skulpturerna vid västra portalen är huggna i Ignabergakalksten av skulptören Carl Fagerberg 1927.

De båda konstnärerna Gunnar Torhamn och Yngve Lundström samt skulptören Carl Fagerberg hade ett intimt samarbete med Knut Nordenskjöld i många kyrkor, förutom i Sankt Olovs kyrka i Skellefteå även i Staffanskyrkan i Gävle och i Älmhults kyrka i Småland.
- All fast inredning i kyrkan är ritad av kyrkans arkitekt Knut Nordenskjöld.
- All lös inredning i kyrkan, som triumfkrucifix, nummertavlor och armatur ritades också av Knut Nordenskjöld.
- De runda nischerna på korgaveln och på korsarmarna samt rundfönsterna i sydväst och nordost har vissa klassicistiska drag.
- Skulpturerna vid västra portalen, kan närmast betraktas som enskilda konstverk. Portalen pryds med fyra meterhöga skulpturer. Dessa föreställer Ansgar, Martin Luther, Olaus Petri och Johan Olov Wallin och är huggna efter gipsmodeller av skulptören Carl Fagerberg, Stockholm. (Knut Nordenskjöld planerade en enklare omfattning med flankerade obelisker.)[5]
- Predikstol och bänkar tillverkades av G. D. Åsélls snickerifabrik, Skellefteå.
- Altarskåpets (triptykens) motiv målades av konstnären Gunnar Torhamn. Altartavlans motiv föreställer Herdarnas tillbedjan, Nattvarden och Jesu himmelsfärd och komponerades av Gunnar Torhamn 1926.
- Triumfkrucifixet ritades av Knut Nordenskjöld, men skulpterades av Carl Fagerberg, målat av konstnären Erik Dahlberg, Stockholm.[5]
- Dopfatet av silver ritades av Knut Nordenskjöld, tillverkat av Georg Jensens silversmedja i Köpenhamn (den ciselerade ornamenteringen utförd av ciselören Ingegerd Salwén, dotter till Fritz Ahlgrensson).[5]
- Armaturen tillverkades av konstsmeden Nils M. Lövgren, Ursviken.
- Glasmålningarna. Två glasmålningar i doprummet skapades av konstnären Yngve Lundström (1926), utförda av glasmästeriet N.P. Ringström AB, Stockholm.
- Glasmålningen i tornkammaren samt måleriet på baksidan av altarskåpet skapades av konstnären Torsten Nordberg 1942 och 1945.[4]
- Kyrkklockor. Tre kyrkklockor anskaffades från K. G. Bergholtz & Co, Stockholm.
- Prydnadsdetaljer av koppar samt kyrktuppen förfärdigad av kopparslagare K. A. Lundgren, Bureå.
- Långhuset gestaltat med fem stjärnvalv samt ett mindre stjärnvalv i koret. Korsarmarna tunnvälvdes.
- All inredning, armatur, orgelfasad ritades av Knut Nordenskjöld. Även platsen kring kyrkan samt entrépartier planerades och ritades av honom. Den fasta inredningen, predikstol med mera levererades i huvudsak från G.D. Åsélls snickerifabrik, Skellefteå. Textilier levererade från Licium ateljé för kyrklig textil i Stockholm. Altarmatta komponerad av konsthantverkaren Hildegard Dinclau. Värmesystem med lågtrycksånga (utarbetat av ingenjörsfirman Zander & Ingeström, Stockholm). Elektrisk belysning, tornur och klockringningsanläggning (utarbetat av ingenjör G. Magnusson). [5]

## Orgel
Orgeln är byggd 1964 av Grönlunds Orgelbyggeri. Föregående orgel var byggd av Åkerman & Lund, Sundbyberg, 1927. Orgelfasaden var 87,7 cm för hög vid uppsättandet. Piporna kapades därför 53 cm och sockeln togs bort. 

### Diskografi
Inspelningar av musik framförd på kyrkans orglar.
- Chaconne / Sundman, Ulf, orgel. LP. Proprius PROP 7772. 1976.
- Fantasi för orgel BWV 572 G-dur / Bach, Johann Sebastian, kompositör ; Sundman, Ulf, orgel. LP. Opus 3 8002. 1981.

## Galleri

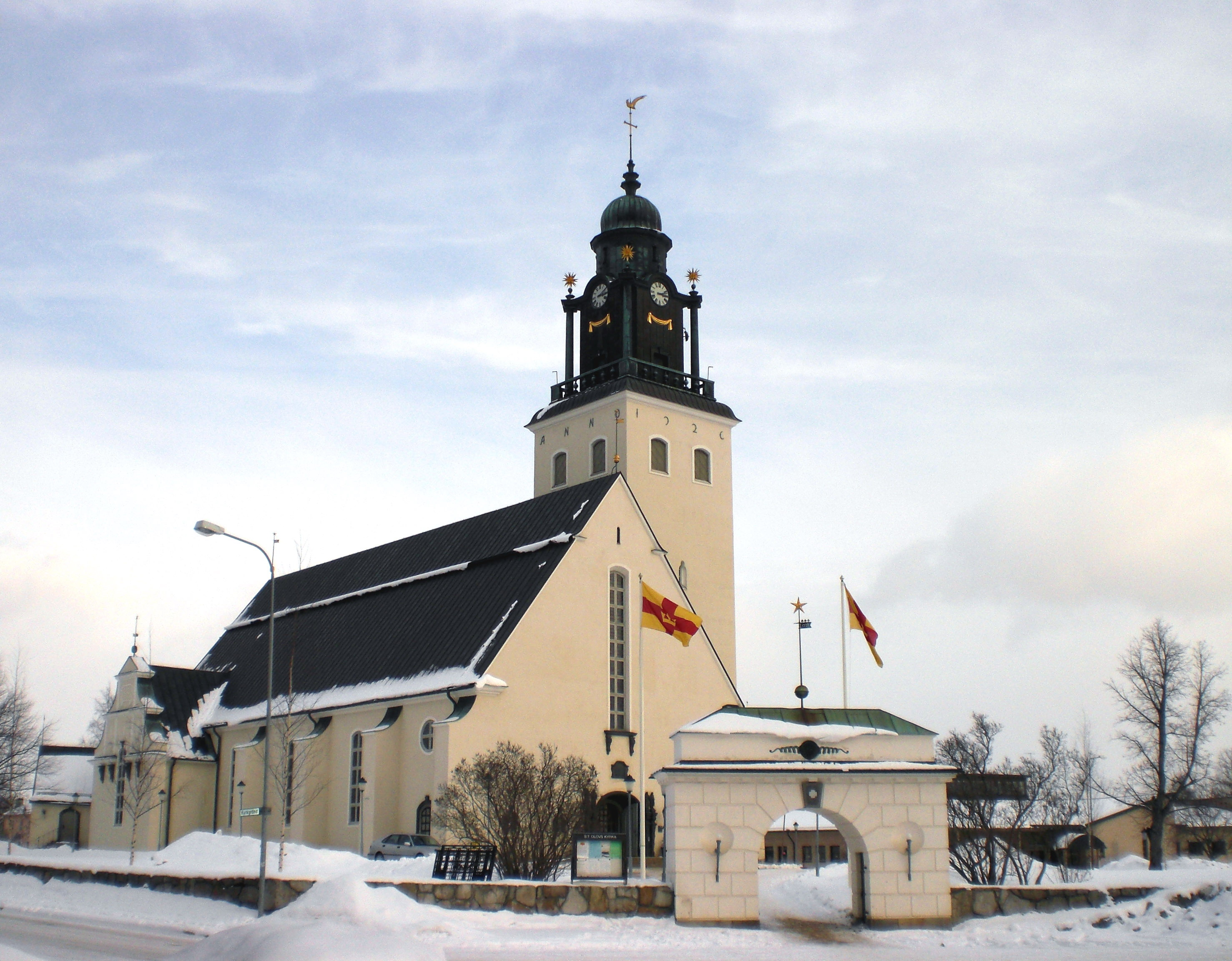
Sankt Olovs kyrka, Skellefteå. Arkitekter var Knut Nordenskjöld och Gustav Adolf Falk. Foto 2008.
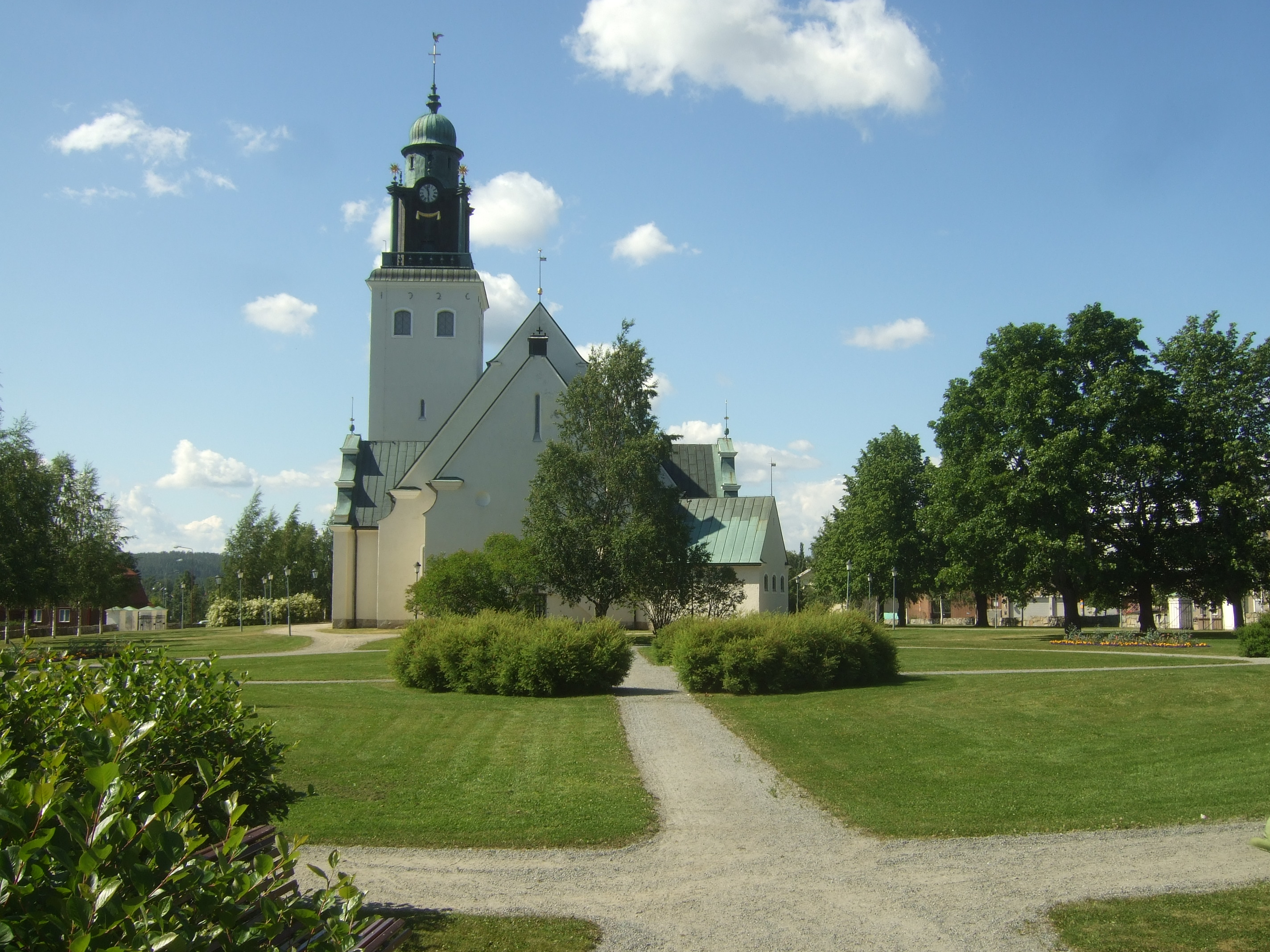
Sankt Olovs kyrka, Skellefteå. Kyrkan invigdes 1927. Foto 2011.
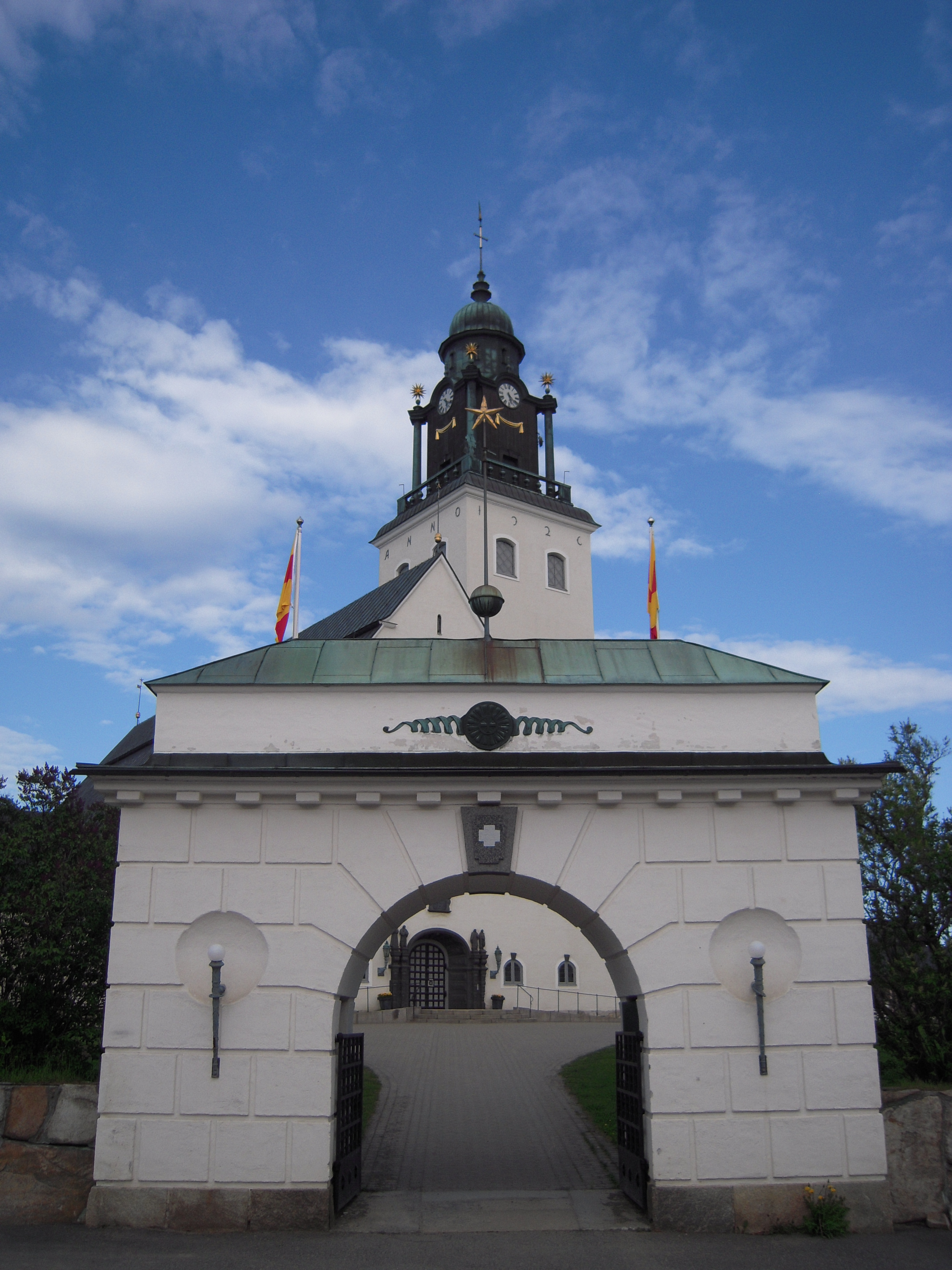
Sankt Olovs kyrka sedd genom stigluckan i muren.
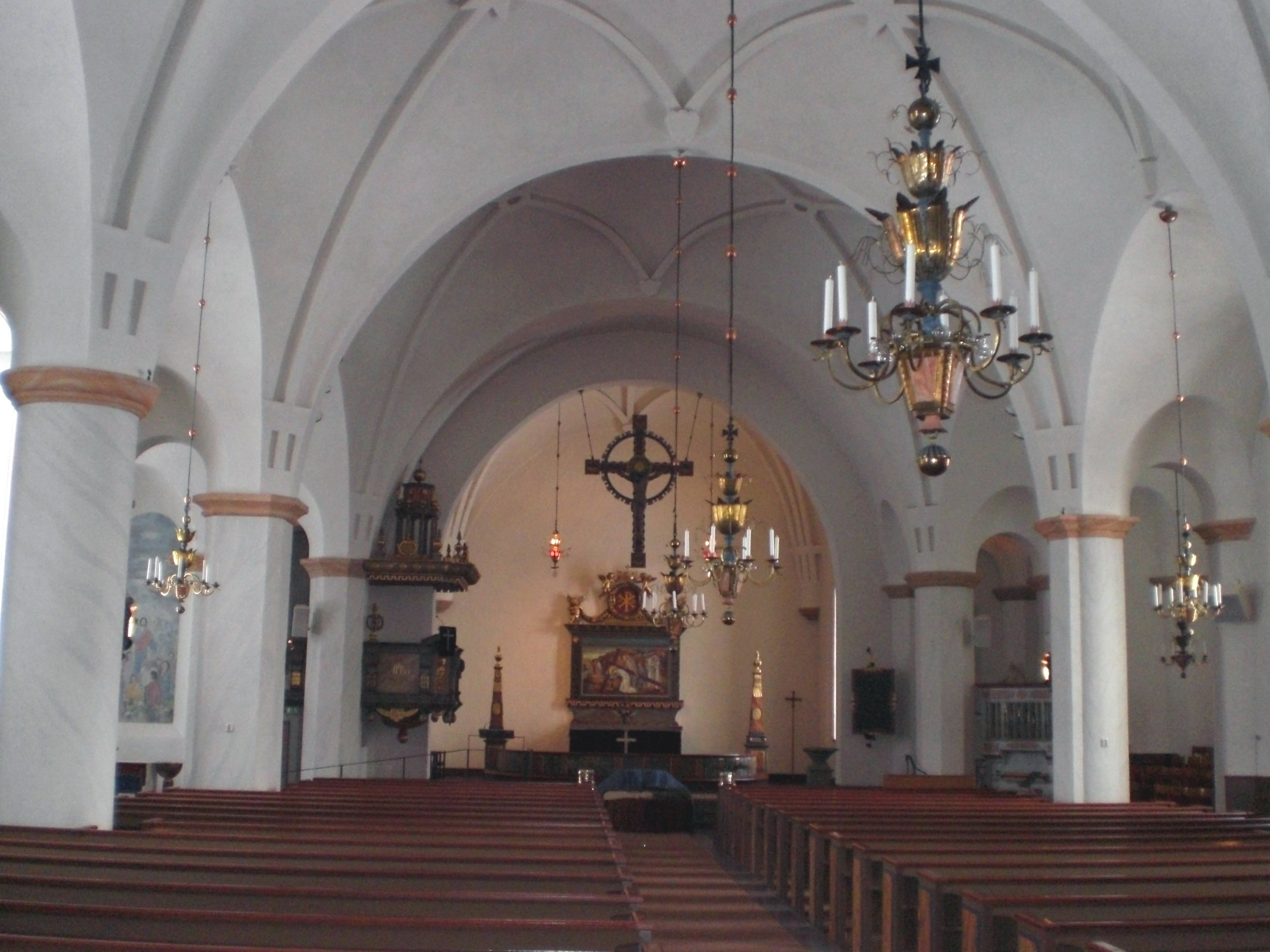
Interiör i Sankt Olovs kyrka med altare, predikstol och triumfkrucifix. Triumfkrucifixet är hugget av Carl Fagerberg 1927.
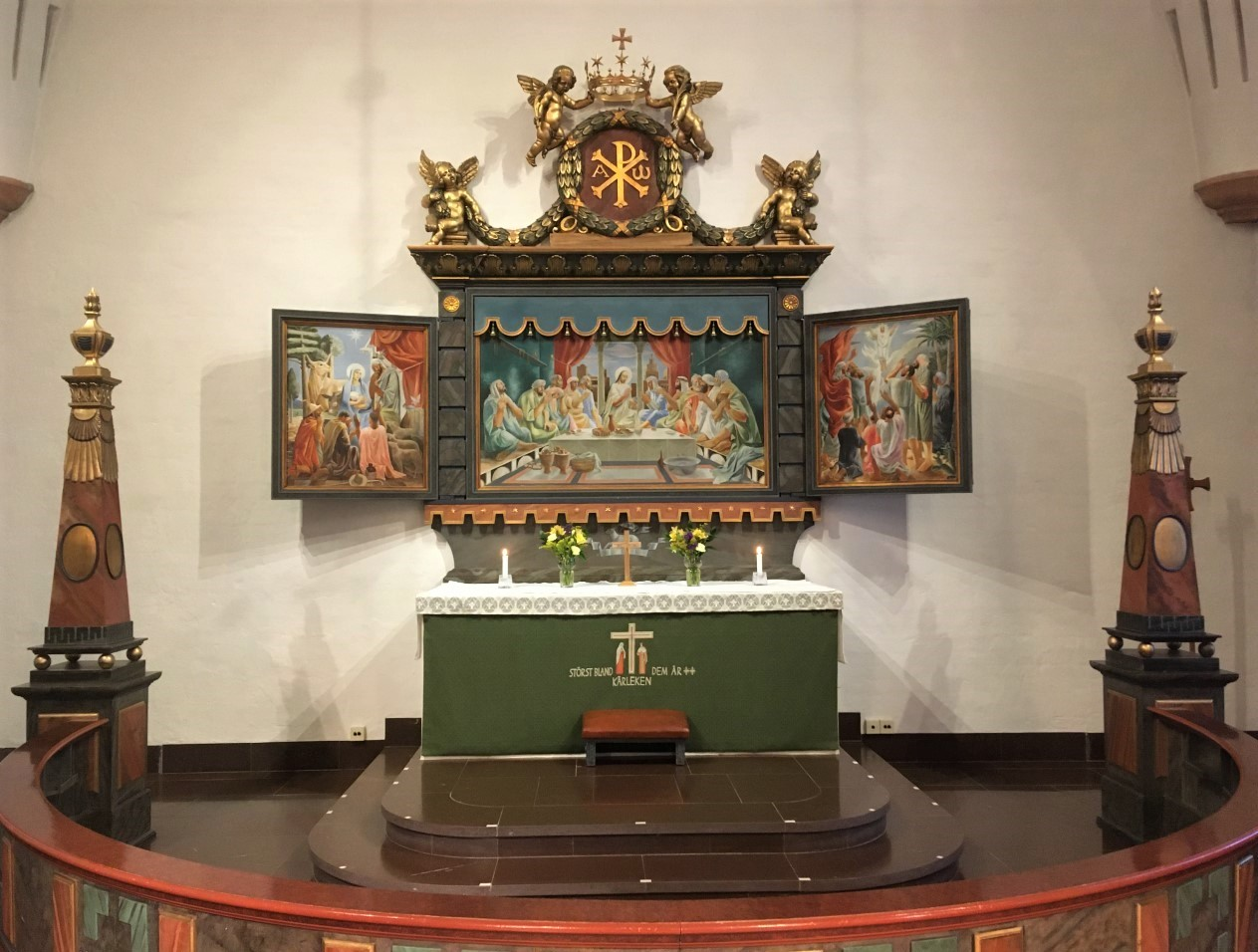
Altarskåp med målning av Gunnar Torhamn
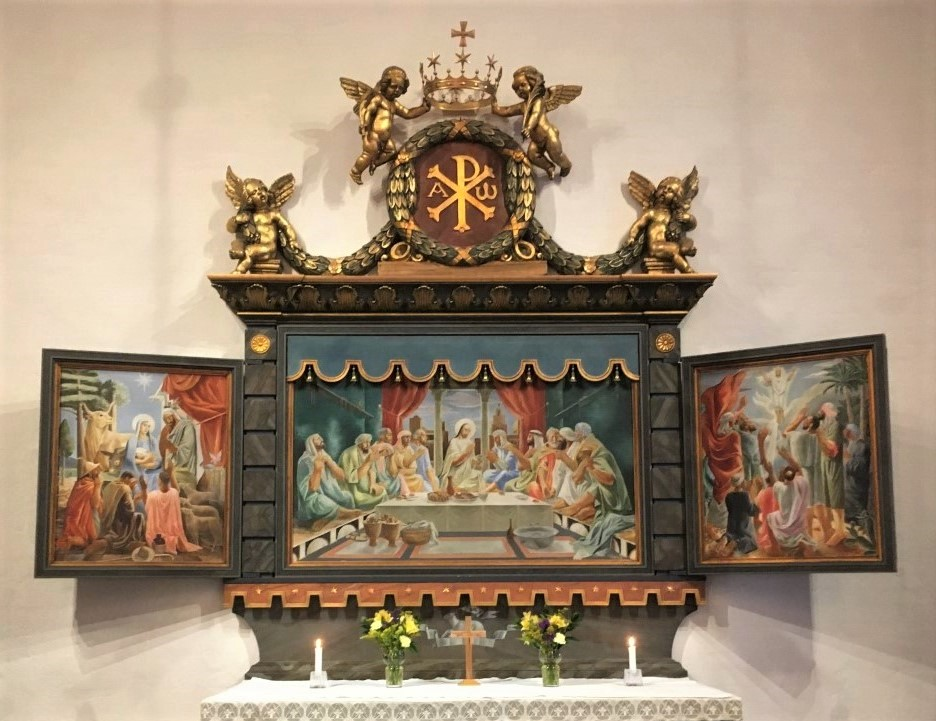
Altarskåp med målning av Gunnar Torhamn